# Manovra di Toynbee
La manovra di Toynbee è una manovra di compensazione forzata dell'orecchio medio utilizzata principalmente in subacquea. Risale a Joseph Toynbee (1815 – 1866), otorinolaringoiatra britannico.
Questa manovra utilizza la deglutizione, effettuata a bocca e naso chiusi, per ottenere la compensazione richiesta. È la manovra più delicata in assoluto da effettuarsi per la compensazione, in quanto l'aria non viene forzata bensì si utilizza solo il movimento dei muscoli per la deglutizione per aprire le tube facendo fluire il gas dalla rinofaringe all'orecchio.